# Somewhere in America (film)
Somewhere in America er en amerikansk stumfilm fra 1917 af William C. Dowlan.

## Medvirkende
- Thomas Carrigan som Thomas Leigh AKA Dorgan
- Francine Larrimore som Dorothy Leigh
- Herbert Heyes som John Gray
- Danny Hogan som Daniel Vereno
- Mary Miles Minter som Rose Dorgan